# ناوگان

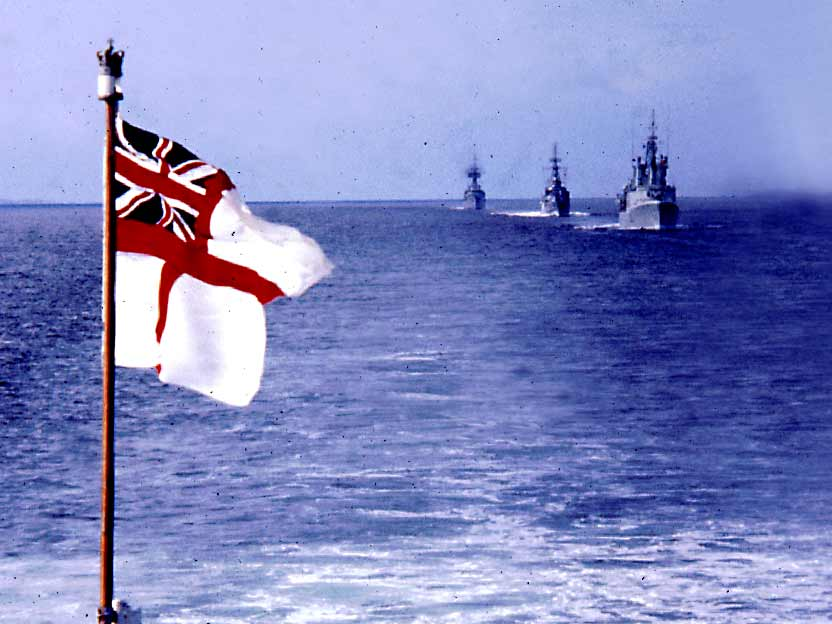
ورود ناوگان ۴۸ ناتو به استاوانگر نروژ، آوریل ۱۹۷۵

ناوگان یک اسم جمع است که بر گروهی از شناورهای دریایی دلالت دارد..
در دریا به گروهی از کشتی‌های ماهیگیر که متعلق به یک شرکت یا کشور باشند یا با هم حرکت کنند، ناوگان ماهیگیری گفته می‌شود.

## ناوگان دریایی
پایه‌ای‌ترین تقسیم‌بندی اداری-پشتیبانی نیروها در نیروی دریایی ناودسته (division) نام دارد که زیرمجموعهٔ ناوگروه (squadron) است و شامل دو یا چند ناو می‌شود. هر ناوگروه شامل چند ناودسته است و هر ناوتیپ (flotilla) به نوبهٔ خود چند ناوگروه را شامل می‌شود.
ناوگان‌های دریایی معروف عبارت‌اند از:
- ناوگان آلمانی دریاهای آزاد (به آلمانی: Hochseeflotte)
- ناوگان‌های دریایی آمریکا
- ناوگان سلطنتی (بریتانیا)
- ناوگان‌های دریایی روسیه
- ناوگان اسپانیایی (Armada)
- ناوگان ۱۸۰۷ پرتغال
- ناوگان سفید کشتی‌های بخار چرخ‌پره‌ای، درسدن آلمان